# Pasites gnomus
Pasites gnomus är en biart som beskrevs av Constance Margaret Eardley 1997. Pasites gnomus ingår i släktet Pasites och familjen långtungebin. Inga underarter finns listade i Catalogue of Life.